# Вухтерс, Даниил
Даниил Вухтерс (иначе, Вухтер или Фувтерст; упомин. в 1662—1667) — российский художник голландского происхождения. Выходец из Фландрии. Один из мастеров Оружейной палаты. Брат (или племянник) портретиста Абрахама Вухтерса.

## Жизнь и творчество
Сведения о жизни Вухтерса очень неполны и отличаются фрагментарностью. Известно, что в феврале 1662 года живописец вместе с великим послом Бентгорном приехал из Швеции в Москву, где писал картины по заказам посольства или частных лиц. В 1666 году послы покинули Москву, а Вухтерс принял решение поступить на службу в Оружейную палату. «Мастерство мое живописное парсуны и иных бибильских историй в человека величеством, — писал художник в своей челобитной, — да как в иных государствах ведется посольское воображение полотенным письмом. Вели, государь, меня в свою службу принять». В этом же документе Вухтерс без ложной скромности заявил, что «всякие живописные дела» удаются ему намного лучше, чем Иоанну Детерсу и Станиславу Лопуцкому — иноземным живописцам, работавшим в середине века в Оружейной палате.
1 марта 1667 года просьба Вухтерса была удовлетворена: его взяли в штат Оружейной палаты и «привели к вере по его закону» (Вухтерс был протестантом). Более того: в начале года Иван Безмин и Дорофей Ермолаев (оба — ученики Лопуцкого) выразили желание получать образование у Вухтерса, мотивируя своё решение тем, что Лопуцкий не обладает необходимой компетентностью. Стоявший во главе Оружейной палаты Б. М. Хитрово отнёсся к этой просьбе с пониманием, и с 1 марта 1667 года бывшие ученики Лопуцкого начали осваивать мастерство под руководством нового наставника. В этот же день Вухтерс получил и первое распоряжение: ему следовало написать картину на любой сюжет (оговаривалась лишь техника письма: «на полотне живописным мастерством»), а когда она будет завершена, «в то время ему о государеве жалованье о месячном указ будет».
1 сентября 1667 года Вухтерс представил в Оружейную палату картину «Пленение града Иерусалима». Б. М. Хитрово отметил, что работа выполнена «самым мудрым мастерством», и распорядился, чтобы художнику выдали 13 рублей единовременно, а затем начали выплачивать такую же сумму ежемесячно (для сравнения: жалованье «полу-землемера» Лопуцкого равнялось 10 рублям в месяц). Тогда же Вухтерсу было поручено писать «около государевых лучших шатров двор по полотну из книги Александрии». Вскоре после этого деятельность живописца по неизвестным причинам прервалась. Вероятно, Вухтерс уехал на родину или был отстранён от работы.

## Работы
- «Патриарх Никон с братией Воскресенского монастыря»[комм. 1] (нач. 1660-х, музей «Новый Иерусалим»)
- «Пленение града Иерусалима» (1667)
- «Град Иерихон»
- «Царица Савская»
- «Великодушие Сципиона»

## Галерея
«Вся живопись портрета говорит за принадлежность его голландской школе. Он изобличает в авторе большое умение, свидетельствуя о таких знаниях, каких в тогдашней России, конечно, не было. Некоторые головы левой стороны, например, голова юного Германа, прямо прекрасны».

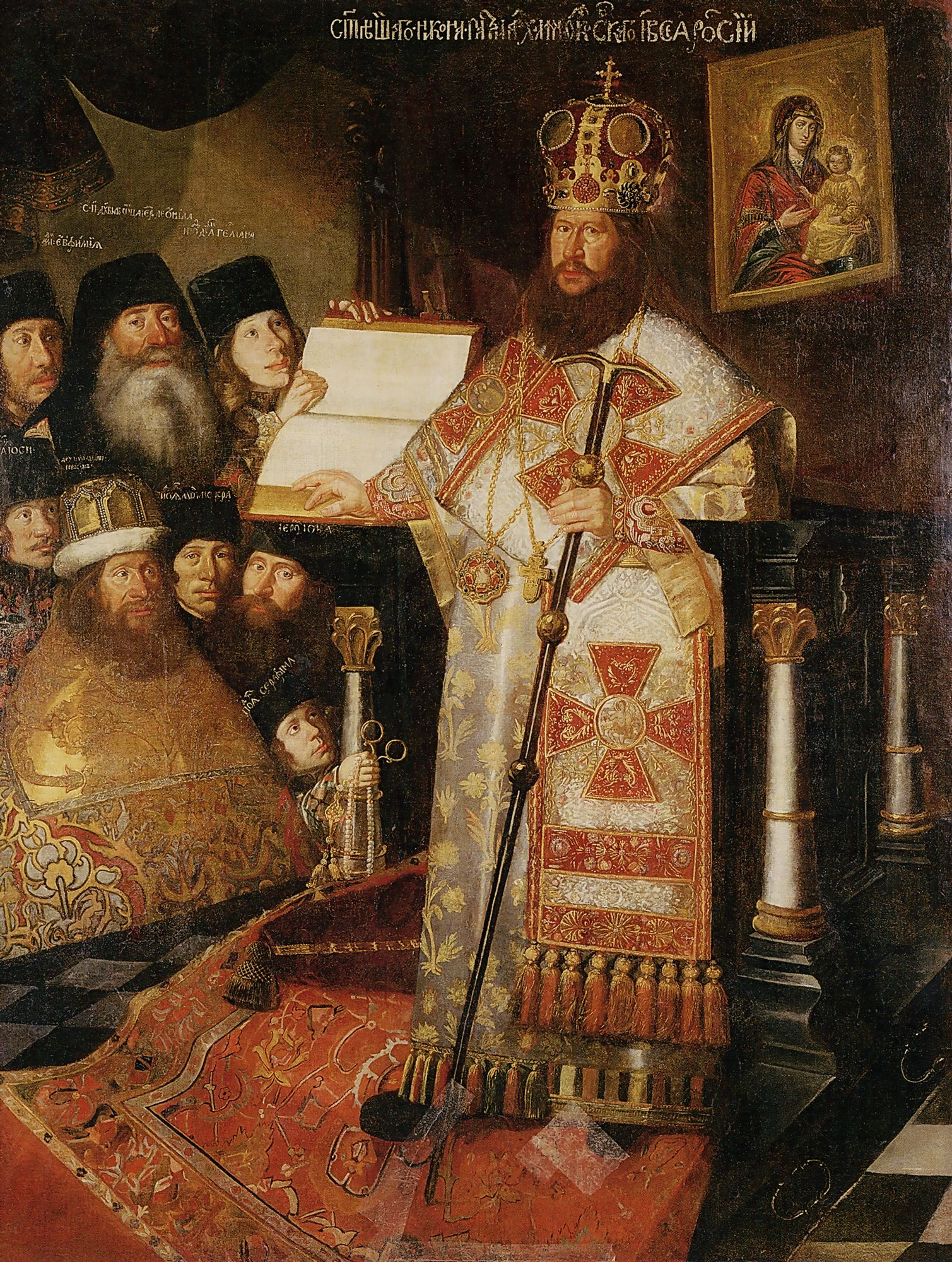
«Патриарх Никон с братией Воскресенского монастыря»
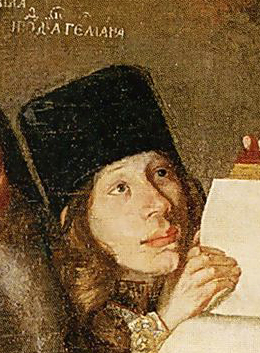
Архимандрит Герман (деталь парсуны «Патриарх Никон…»)

### Комментарии
1. ↑  Авторство Даниила Вухтерса предположительно.